# Verbindungsflugzeug
Ein Verbindungsflugzeug ist ein kleines, hauptsächlich militärisch genutztes, aber gewöhnlich unbewaffnetes Flugzeug, das die Verbindung (deshalb der Name) zu anderen Einheiten oder übergeordneten Führungsorganen sicherstellen und somit das Zusammenwirken von Streitkräften unterstützen soll. Die Einsatzgebiete sind Artilleriebeobachtung, Kommandeurs- und Kurierbeförderung, Kampffelderkundung, Krankentransport, Beobachtung von Truppenbewegungen, Beförderung leichter Fracht und ähnliche Aufgaben. Die meisten Verbindungsflugzeuge sind aus kleinen, leichten Maschinen der allgemeinen Luftfahrt entwickelt worden und werden auch in zivilen Versionen in der allgemeinen Luftfahrt verwendet. In der Regel verfügen Verbindungsflugzeuge über die Fähigkeit, auf kurzen Behelfspisten zu starten und zu landen (STOL). Im Zweiten Weltkrieg hatten sie eine hohe Verbreitung. In der heutigen militärischen Luftfahrt haben Verbindungsflugzeuge eine abnehmende Bedeutung, da ihre Funktionen durch andere Technologien wie Hubschrauber, Drohnen und Satelliten besser abgedeckt werden.

## Verbindungsflugzeugtypen

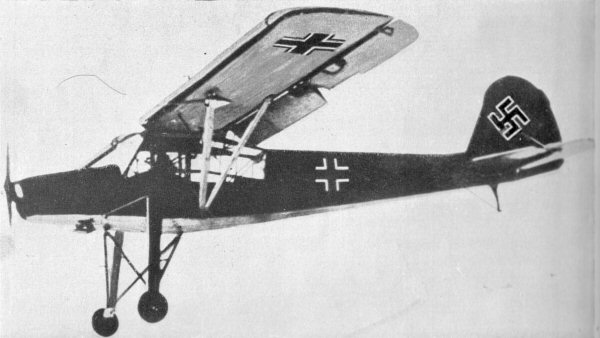
Fi 156 im Langsamflug. Gut zu sehen die Klappen und der feste Vorflügel.

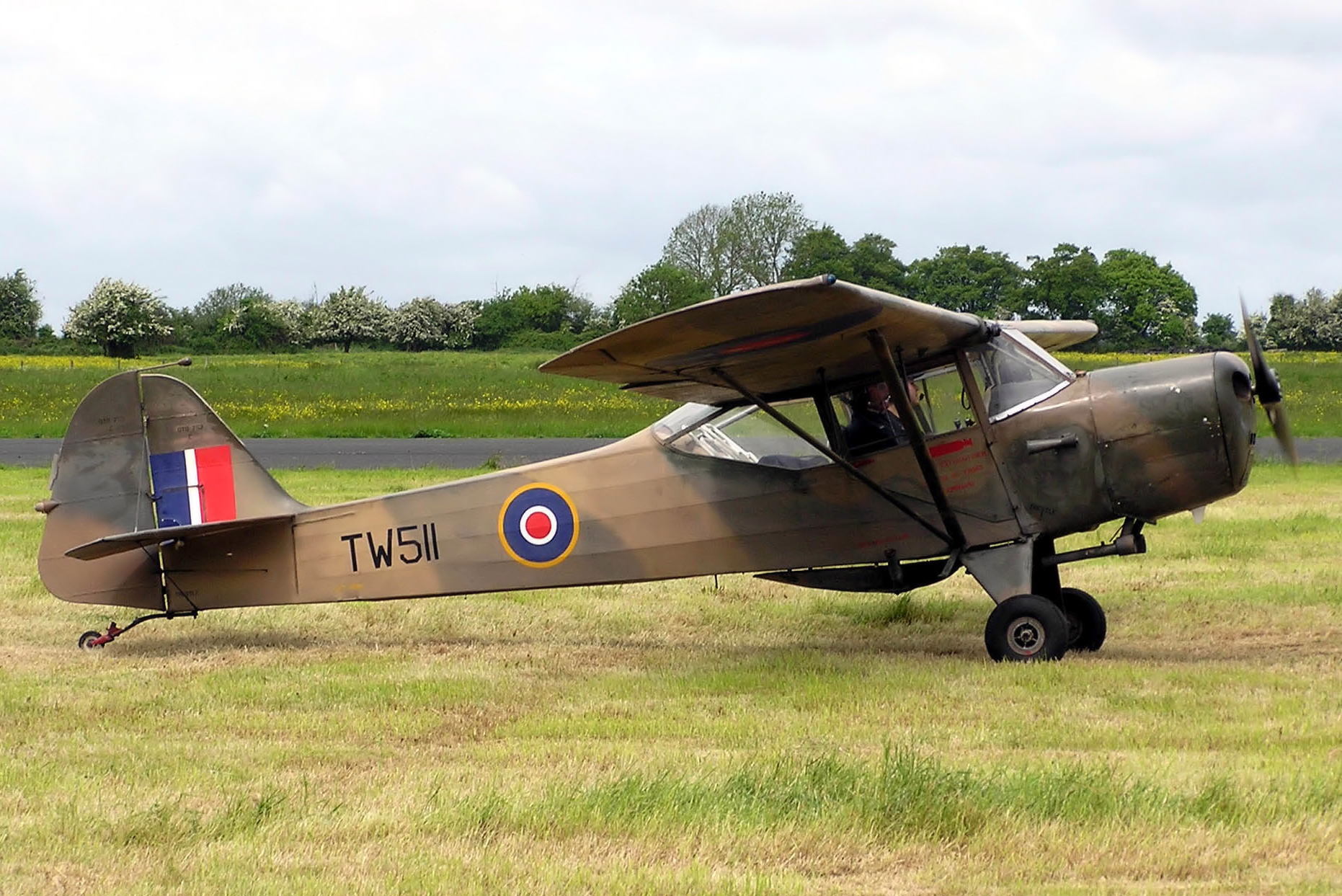
Auster V

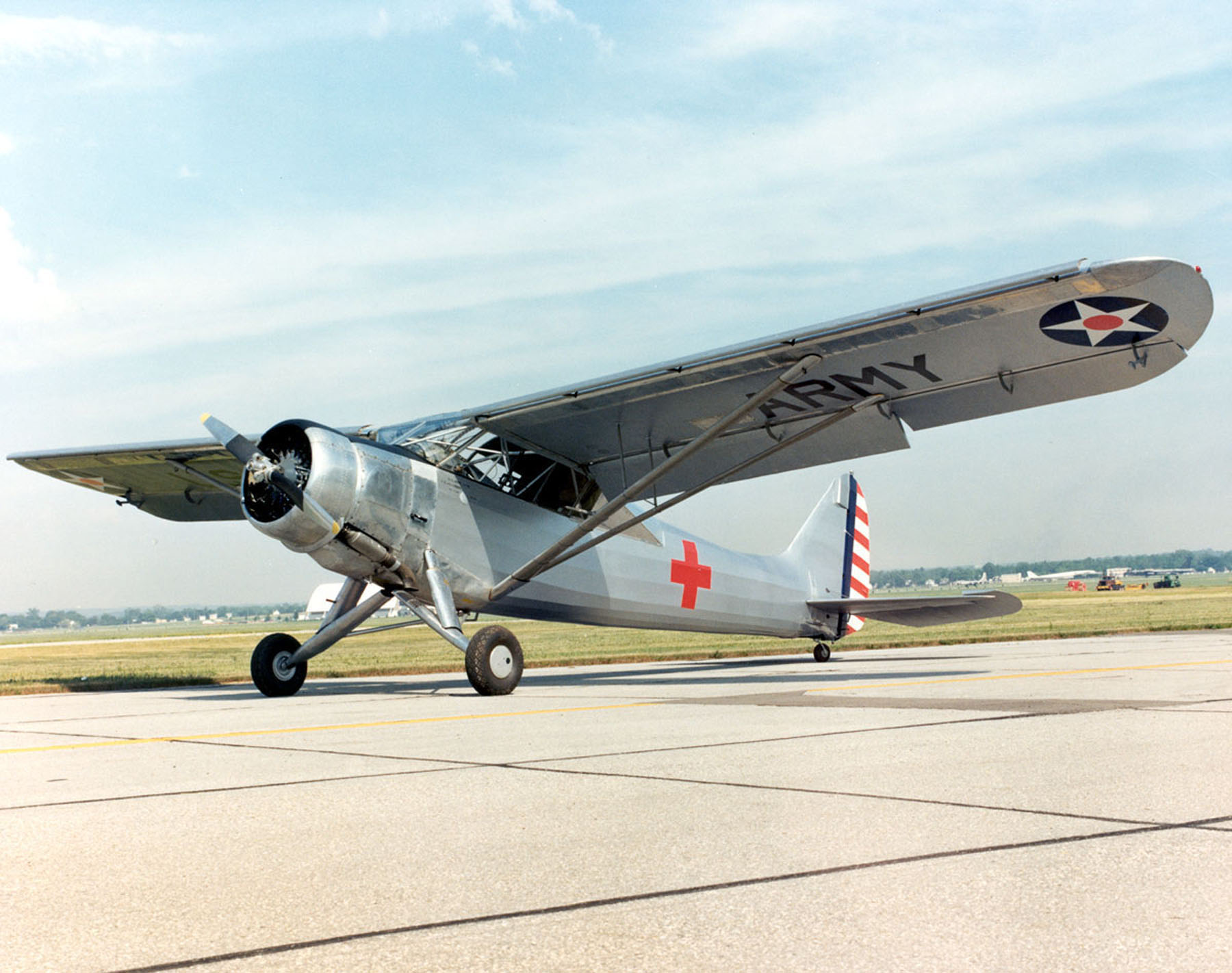
Vultee L-1A

### Deutschland
- Fieseler Fi 156 Storch
- Messerschmitt Bf 108 Taifun
- Heinkel He 46
- Dornier Do 27
- Dornier Do 28 Do 28 D Skyservant

### Großbritannien
- Westland Lysander
- Taylorcraft Auster AOP

### Polen
- Lublin R-XIII

### Sowjetunion
- Jakowlew Jak-12
- Polikarpow Po-2
- Polikarpow R-5

### Tschechoslowakei
- Zlín Z-43

### Vereinigte Staaten von Amerika
- Vultee L-1 Vigilant
- Taylorcraft L-2 Grasshopper
- Aeronca L-3 Grasshopper
- Piper L-4 Grasshopper
- Stinson L-5 Sentinel
- North American / Ryan  L-17 Navion
- Cessna L-19